# Korea Exchange
Korea Exchange ou (KRX) é o único operador de câmbio e títulos na Coreia do Sul. Ela está sediada em Busan, e tem um escritório para mercados à vista e de supervisão do mercado, em Seul.
A Korea Exchange foi criada através da integração das carteiras da Korea Stock Exchange, da Korea Futures Exchange, e da KOSDAQ Stock Market sob a resolução do Korea Stock & Futures Exchange. Os valores mobiliários e mercados derivados de trocas anteriores são, depois da integração, divisões de negócios do Korea Exchange: a Divisão de Mercado de Valores, KOSDAQ divisão de mercado e divisão de mercado para derivativos. Em 31 de dezembro de 2007, Korea Exchange teve 1.757 empresas cotadas em sua bolsa com uma capitalização de mercado combinada de US $ 1,1 trilhões. O câmbio tem pregões normais das 09:00 às 03:00 (UTC+9) todos os dias da semana, exceto sábados, domingos e feriados declarados pela Bolsa com antecedência.
Em 22 de maio de 2015, a Bolsa de Valores da Coreia juntou-se à iniciativa das Bolsas de Valores Sustentáveis das Nações Unidas em um evento com a presença do SG da ONU, Ban Ki-moon, bem como altos funcionários do Pacto Global da ONU e da UNCTAD.

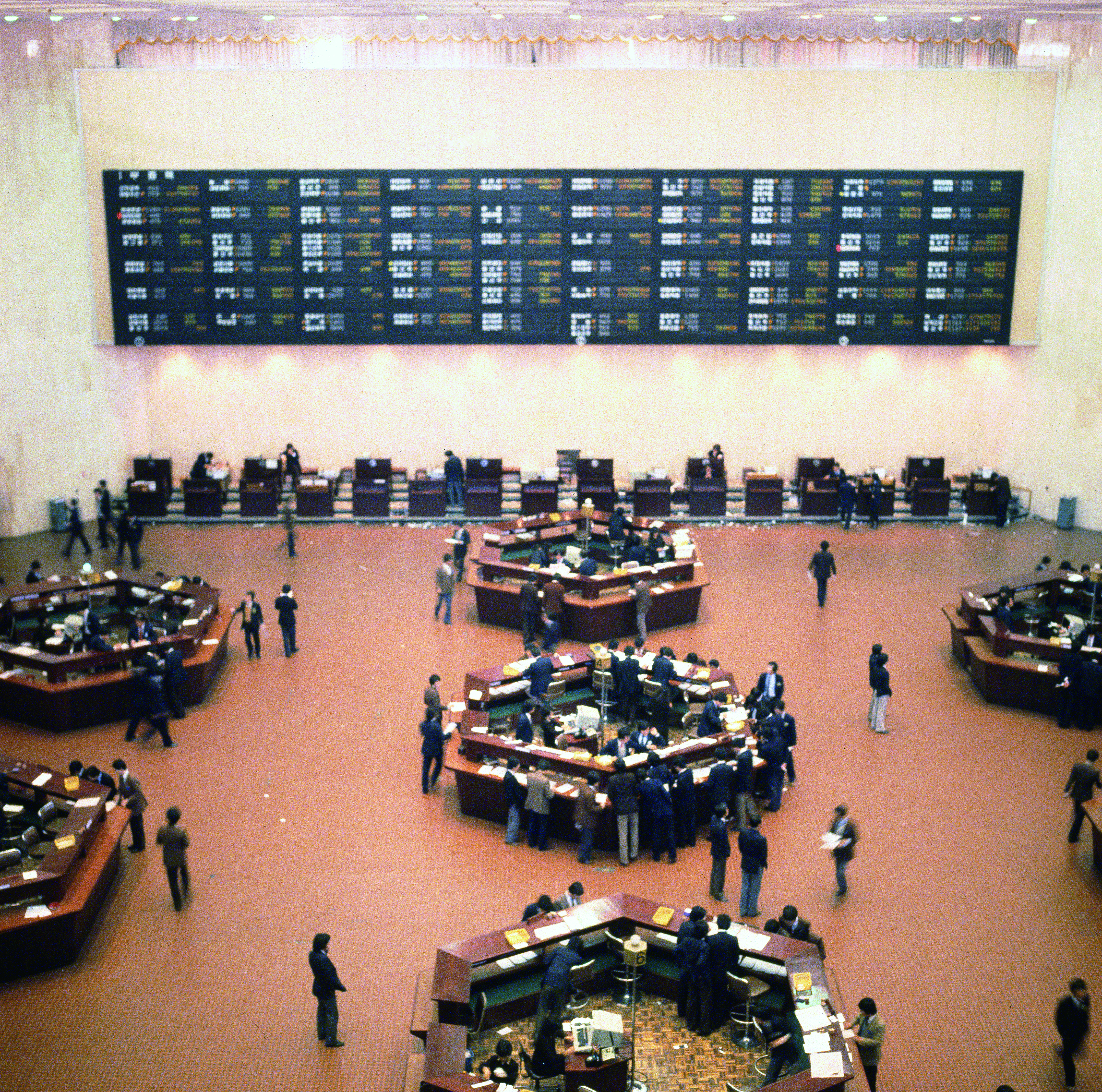
Bolsa de Valores de Yeouido (1984)

## História
- Em 2 de fevereiro de 1956 ocorreu o estabelecimento da Bolsa de Valores de Yeongdanje Korea
- Em 3 de março de 1956 houve a abertura do Mercado de Ações da Coreia
- Em 4 de abril de 1962 foi convertido em Bolsa de Valores da Coreia
- Em 5 de maio de 1963, tornou-se uma Bolsa de Valores pública da Coreia.
- Em 7 de julho de 1979 mudou-se de Myeong-dong, Jung-gu, Seul para Yeouido-dong, Yeongdeungpo-gu
- Em 3 de março de 1988 convertido para a Bolsa de Valores da Coreia em uma base de membro
- Em 3 de março de 1988 iniciou a negociação eletrônica
- Em 1 de janeiro de 1992 estrangeiros autorizados a investir diretamente em ações domésticas
- Em 6 de junho de 1994 KOSPI 15 é anunciado
- Em 5 de maio de 1996 abertura do mercado futuro do índice de ações
- Em 5 de maio de 1996 KOSDAQ Stock Market foi estabelecido
- Em 7 de julho de 1997 abertura do mercado de opções de índice de ações
- Em 10 de outubro de 1998 comitê KOSDAQ é estabelecido
- Em 2 de fevereiro de 1999 Korea Futures Exchange estabelecida
- Em 3 de março de 1999 abertura do Mercado Secundário Especializado de Títulos do Governo
- Em 9 de setembro de 1999 abertura do Mercado de Futuros do Tesouro
- Em 7 de julho de 2000 estabelecimento do Novo Mercado de Valores Mobiliários Autorizado
- Em 1 de janeiro de 2002 abertura do mercado individual de opções de ações
- Em 2 de fevereiro de 2002 recompra Conditional Bond Sales (Repo) Mercado aberto
- Em 10 de outubro de 2002 abertura do mercado de Exchange Traded Fund (ETF)
- Em 1 de janeiro de 2005 Korea Stock Futures Exchange é lançado
- Em 6 de junho de 2005 KRX 1 Index Lançado
- Em 11 de novembro de 2005 Star Index Futures Market abriu
- Em 12 de dezembro de 2005 mercado de warrants de ações é aberto
- Em 5 de maio de 2006 abertura do mercado de futuros de ienes e euros
- Em 1 de janeiro de 2007 assinou um contrato de exportação do sistema de negociação de títulos
- Em 8 de agosto de 2007 primeira empresa estrangeira listada
- Em 10 de outubro de 2007 primeiro ETF no exterior listado
- Em 2 de fevereiro de 2008 25 anos da  abertura do mercado futuro do Tesouro
- Em 5 de maio de 2008 mercado de futuros de ações aberto
- Em 7 de julho de 2008 abertura do mercado de futuros de carne suína
- Em 2 de fevereiro de 2009 o nome foi alterado de (Korea Stock Exchange → Korea Exchange)
- Em 9 de setembro de 2009 Bolsa de Valores da Coreia Incorporada ao FTSE Advanced Index e Aplicação da Lei sobre Mercado de Capitais e Negócios de Investimento Financeiro
- Em 11 de novembro de 2009 CME-linked KOSPI 16 mercado global de futuros aberto
- Em 8 de agosto de 2010 abertura do mercado global de opções KOSPI 30 ligadas ao Eurex
- Em 9 de setembro de 2010 mini Gold Futures Market abriu
- Em 1 de janeiro de 2011 Laos Mercado de Ações aberto (11% de participação)
- Em 3 de março de 2012 é aberto o Stone Gene Commerce Market
- Em 4 de abril de 2012 Camboja Mercado de Ações aberto (18% de participação)
- Em 7 de julho de 2013 KONEX mercado aberto
- Em 3 de março de 2014 iniciada a autoliquidação de derivados OTC
- Em 3 de março de 2014 KRX Gold Market abriu
- Em 11 de novembro de 2014 Mercado de Valores Mobiliários Negociados em Bolsa (ETN) Aberto
- Em 12 de dezembro de 2014 CME-linked dollar futures night market opened

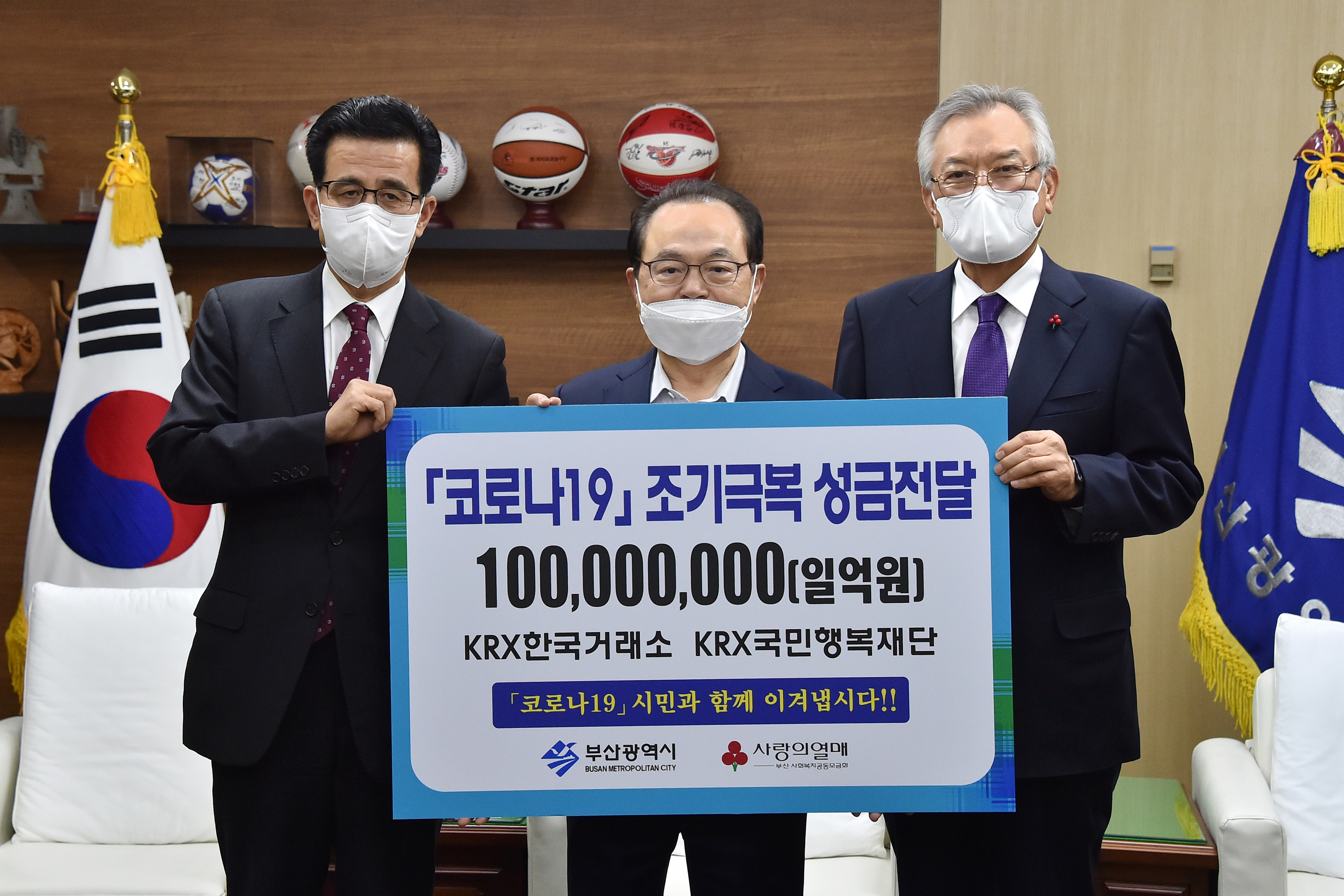
Doação à cidade metropolitana de Busan para superar a COVID-19

## Processo de estabelecimento
Desde a década de 1990, a concorrência internacional no mercado global de derivativos de valores mobiliários começou a se intensificar. A desregulamentação, a institucionalização dos investidores, a securitização dos instrumentos financeiros e a liberalização internacional do capital foram as principais causas. Além disso, graças ao desenvolvimento da tecnologia da informação e comunicação, pequenas bolsas como ATS (Alternative Trading System) e Electronic Communication Network (ECN) surgiram, principalmente nos Estados Unidos, invadindo o mercado de ações, aumentando a concorrência entre as bolsas.
Em resposta a essa concorrência, as bolsas de todo o mundo começaram a fortalecer sua competitividade por meio da integração de mercado, alianças estratégicas, transferência e troca de ações em bolsas, e para esse fim, converteram sua forma organizacional em sociedades anônimas e promoveram IPOs.
Como a Coreia também se conscientizou de que uma estrutura de mercado eficiente deveria ser estabelecida para fortalecer a competitividade internacional do mercado de capitais, a necessidade de estabelecer uma bolsa integrada na forma de uma sociedade anônima como um único operador da bolsa de valores, o mercado KOSDAQ, e o mercado de futuros foi levantada, e, finalmente, em agosto de 2003, um plano para promover o avanço do mercado de futuros de valores mobiliários foi anunciado.
Em janeiro de 2004, a Lei de Troca de Futuros de Ações da Coreia foi promulgada e, após um trabalho prático integrado, a Korea Stock Futures Exchange Co., Ltd. foi lançada em janeiro de 1. A Lei de Troca de Futuros de Ações da Coreia exige que as bolsas apliquem os regulamentos sobre sociedades anônimas sob a Lei Comercial, exceto conforme especificamente previsto na Lei de Valores Mobiliários e Futuros.
Como resultado, a bolsa foi transformada de uma estrutura de governança baseada em membros, na qual os direitos de participação no mercado e a propriedade coincidiam para uma estrutura na, qual os direitos de participação no mercado e a propriedade eram completamente separados, e o objetivo era compensar as limitações da operação de troca sob o sistema de associação e refletir a tendência das principais bolsas do mundo de mudar para uma sociedade anônima. As bolsas de valores são avaliadas como tendo vantagens na promoção de fundos de investimento em grande escala, como o aumento dos custos de investimento em informática e alianças estratégicas entre bolsas.
Com a promulgação da Lei de Negócios de Mercado de Capitais e Investimento Financeiro em fevereiro de 2009, o nome "Korea Stock Futures Exchange" foi renomeado para o atual "Korea Exchange".

## Organização

### Sede de Apoio à Gestão
Ele estabelece direções de desenvolvimento, como estratégia de gerenciamento e visão de longo prazo da bolsa, e apóia cada sede responsável pelo mercado de ações, mercado KOSDAQ, mercado de derivativos e vigilância do mercado para realizar seus negócios organicamente. Os departamentos incluem o Departamento de Planeamento e Gestão, o Departamento de Estratégia Futura, o Departamento de Recursos Humanos e Assuntos Gerais, o Departamento de Estratégia de TI, o Departamento de Gestão de TI, o Departamento de Serviços de TI, o Departamento de Negócios da Informação e o Departamento de Relações Públicas.

### Sede do Mercado de Valores Mobiliários
No mercado de ações, inaugurado em 1956, estão listadas grandes corporações como  Samsung Electronics, Hyundai Heavy Industries, POSCO e Korea Electric Power Corporation,  bem como títulos, ETFs e ETNs. A Sede do Mercado de Valores Mobiliários desempenha as funções de operação do mercado de valores mobiliários, tais como revisão de listagem, operação de mercado, gerenciamento de divulgação pública e fechamento de capital de companhias abertas. Os departamentos são afiliados ao Departamento do Mercado de Ações, são eles: o Departamento de Mercado de Títulos, Departamento de Mercado de Produtos de Valores Mobiliários, Departamento de Listagem, Departamento de Divulgação Pública, etc.

### Sede do Mercado KOSDAQ
O mercado KOSDAQ, inaugurado em 1996, oferece oportunidades de financiamento para empreendimentos promissores de pequeno e médio porte, como tecnologia da informação (TI) e biotecnologia (BT), e o mercado KONEX, inaugurado em 2013, é um mercado de ações dedicado às PMEs nos estágios iniciais de crescimento. A Sede do Mercado KOSDAQ, assim como a Sede do Mercado de Valores, realiza exames de listagem, operação do mercado de ações, gerenciamento de divulgação pública e fechamento de capital de empresas listadas. Os departamentos afiliados incluem o Departamento de Mercado da KOSDAQ, o Departamento de Promoção de Listagem, o Departamento de Revisão de Listagem, o Departamento de Informação Pública e o Departamento de Mercado da KONEX.

### Divisão de Mercado de Derivativos
A Divisão de Mercado de Derivativos opera um mercado de derivativos que negocia índices de ações, taxas de juros, moedas, futuros e opções com ativos subjacentes de ações individuais e commodities em geral. Produtos representativos negociados no mercado de derivativos incluem futuros de KOSPI 200, que foram introduzidos pela primeira vez em 1996, bem como futuros de títulos do governo e futuros de dólares americanos. Os departamentos são afiliados ao Departamento de Sistema de Derivativos, são eles: o Departamento de Desenvolvimento de Derivativos, Departamento de Mercado de Derivativos, Departamento de Sistema de Compensação e Liquidação, Departamento de Operações de Compensação e Liquidação, Departamento Geral de Mercado de Commodities e Centro de Pesquisa de Valores Mobiliários e Derivativos.

### Sede de Fiscalização de Mercado
O Comitê de Fiscalização do Mercado previne ou toma medidas contra práticas comerciais desleais que ocorrem no mercado de ações, mercado de ações KOSDAQ e mercado de derivativos, e media disputas entre membros e investidores. O Comitê de Fiscalização do Mercado é uma instituição estabelecida dentro da Bolsa Coreana (Korea Exchange) de acordo com o Capital Market and Financial Investment Business Act para regular autonomamente o mercado.
Suas principais atribuições são realizar atividades para evitar transações desleais antecipadamente, como a publicação de fim de negócios de comércio eletrônico, a coleta de rumores e o recebimento de relatórios de mudanças na participação acionária, e manter um sistema de monitoramento constante para o mercado. Em caso de litígio entre membros, investidores e membros relacionados com transações de negociação, os peritos do mercado de derivados de valores mobiliários fornecerão procedimentos específicos de consulta e mediação. Os departamentos são afiliados ao Departamento de Fiscalização de Mercado, são eles: o Departamento de Fiscalização Preventiva, Departamento de Fiscalização de Mercado, Departamento de Psicologia, Departamento de Psicologia Especial e Departamento de Supervisão.

### International Business Group
O International Business Group ou Grupo de Projetos Internacionais é responsável pela promoção de projetos cooperativos com bolsas no exterior, organizações internacionais e organizações relacionadas ao mercado de capitais, troca de informações e promoção no exterior, bem como apoio ao trabalho de contração do sistema de mercado no exterior e desenvolvimento de mercados de ações emergentes . Os departamentos afiliados incluem o Departamento de Negócios Internacionais e o Departamento de Negócios no Exterior.

### Escritório
Ele apóia tarefas relacionadas à listagem e divulgação para empresas listadas localizadas nas províncias, atrai listagem de empresas promissoras e é responsável pela publicidade e educação no mercado de ações para o público em geral. Atualmente, existem escritórios em Gwangju e Daegu. Enquanto isso, um escritório no exterior em Pequim está sendo operado para atrair a listagem de empresas chinesas e fornecer suporte comercial.

## Afiliação

### Escritórios domésticos
- Escritório de Gwangju[6]
- Escritório de Daegu[7]

### Escritórios no exterior
- Escritório de Pequim[8]

## Membros/Acionistas

### Membro
As empresas licenciadas para negociação de investimentos ou corretagem de investimentos sob a Lei do Mercado de Capitais podem se tornar membros da Bolsa da Coreia. Os membros são divididos em membros de valores mobiliários, especialistas em ações, membros em títulos de dívida, membros em derivativos e especialistas em derivativos baseados em ações, de acordo com o mercado em que desejam participar e os tipos de produtos de investimento financeiro que podem ser negociados.

### Acionistas
Em 31 de dezembro de 2015, havia 40 acionistas contribuindo com KRW 100 bilhões em capital integralizado para a Korea Exchange, que consiste em empresas de valores mobiliários e empresas de futuros com participações de 0,07% a 5% cada.

## Funções principais

### Negociação de ações
Para que um investidor negocie no mercado de bolsa, ele ou ela deve primeiro abrir uma conta de negociação com uma empresa de valores mobiliários, e a empresa de valores mobiliários, que é um membro da bolsa encarregado de uma ordem de um investidor, apresenta (cotas) a ordem à troca.
A bolsa coleta todas as ordens apresentadas pelos membros (sociedades de valores mobiliários), executa negócios de acordo com os princípios estabelecidos no regulamento e notifica o resultado ao membro, que por sua vez notifica o cliente correspondente. Os investidores devem pagar o preço de compra processado pela ordem ou títulos de venda à empresa de valores mobiliários relevante até o horário definido pelo membro no terceiro dia a partir do dia de negociação (D+2) em relação à ordem de negociação.
- Ações do mercado de ações
- ações no mercado KOSDAQ
- Connex Market Stocks

O mercado KONEX foi aberto em julho de 2013 para criar uma base para o ecossistema de economia criativa, oferecendo oportunidades de financiamento para pequenas e médias empresas (PMEs) em seus estágios iniciais de estabelecimento. Quando pequenas e médias empresas com proezas tecnológicas desejam ser listadas no mercado de câmbio, vários métodos de entrada, como oferta pública de ações, colocação privada e listagem direta, foram abertos. A apresentação de relatórios periódicos é dispensada após a listagem e as divulgações eventuais são simplificadas. Também são aliviados os ônus da estrutura de governança, como a isenção legal da obrigatoriedade de instalação de conselheiros externos e auditores em tempo integral.

### Listagem
A listagem é para permitir que ações emitidas por empresas que atendam aos requisitos estabelecidos pela bolsa possam ser negociadas no mercado de ações. A Korea Exchange não garante o valor das ações listadas. No entanto, a bolsa examina as empresas emissoras de ações de acordo com os procedimentos para garantir transações tranquilas e preços justos, para que as empresas possam levantar fundos, proteger os investidores e oferecer oportunidades de investimento.

### Divulgação
Ela exige que as empresas listadas divulguem aos investidores informações importantes que podem ter um impacto significativo em suas decisões de investimento em ações. Os investidores tomam decisões de investimento com base em seu livre julgamento e responsabilidade, tendo como referência as informações divulgadas pela empresa. O objetivo da divulgação é proteger os investidores, resolvendo o desequilíbrio de informações entre empresas e investidores e garantindo a justiça no mercado de ações.

### Negociação de ETFs, etc.
- ETFs (Exchange Traded Funds) são produtos de valores mobiliários cujos retornos podem ser determinados pelo movimento do preço das ações ou índice de ações. Como um produto financeiro emitido por sociedades gestoras de recursos, também é chamado de títulos de investimento coletivo de índice listado porque é um produto feito de investimento em ações múltiplas. Como um tipo de fundo, tem vantagens de efeito de investimento diversificado e baixo custo de transação devido à conveniência de investimento e troca porque está listado na bolsa.
- ETN (Exchange Traded Notes) Semelhante a um ETF, é um produto no qual as flutuações do índice subjacente e os retornos estão atrelados, são títulos com defeito em derivativos emitidos por uma empresa de valores mobiliários e têm vencimento de 1 a 20 anos. Ambos os ETFs e ETNs são produtos de índice e têm a mesma substância econômica, mas existem diferenças no emissor, risco de crédito, vencimento e método de gerenciamento de ativos subjacentes.

### Negociação de títulos
Tanto os investidores institucionais quanto os investidores em geral podem participar do mercado de títulos da bolsa. É operado dividindo-se no Mercado de Distribuição Especializada KTB, Mercado de Repo, Mercado de Pequenas Dívidas e Mercado de Títulos Gerais.

### Negociação de derivativos
- Futuros de índices de ações Negociação de futuros e opções com o índice de ações KOSPI200 como ativo subjacente, calculado a partir dos preços de 200 ações listadas no mercado de ações. Os futuros do índice do setor KOSPI200, que classificam as ações constituintes por setor, e os futuros do 'Índice Star', que são futuros de índices com ações listadas na KOSDAQ como ações constituintes, também são negociados.
- Além de futuros de produtos financeiros e derivativos de índices de ações, futuros de índices de volatilidade baseados na volatilidade do KOSPI200, futuros de ações e opções baseadas em itens de ações individuais, futuros de títulos do governo e mercados de derivativos relacionados a moedas, como o dólar, estão abertos.
- Futuros de commodities Futuros de ouro, futuros de mini-ouro e futuros de carne suína são os principais futuros de commodities.

### Negociação de créditos de carbono
O governo da República da Coreia designou a Bolsa da Coreia como uma Bolsa de Emissões de GEE (15 de janeiro de 2014) e o Mercado de Emissões foi aberto em janeiro de 2015. No mercado de emissões, se as emissões de uma empresa forem pequenas com base na permissão de emissão de gases de efeito estufa (Cap) alocada para cada empresa, a emissão excedente pode ser vendida no mercado e se a emissão exceder a permissão de emissão, a empresa pode comprar o excesso de emissão no mercado. O sistema de comércio de emissões é um dispositivo que pode efetivamente reduzir as emissões de gases de efeito estufa e maximizar os incentivos para que as empresas desenvolvam tecnologias verdes. Os participantes do mercado que podem negociar no mercado de créditos de carbono são corporações às quais os créditos são alocados, instituições financeiras públicas (Korea Development Bank, Industrial Bank of Korea, Korea Export-Import Bank of Korea) e o governo. Os investidores individuais comuns não podem participar da negociação.

### Compensação e liquidação
A compensação é a função de uma contraparte central (CCP) que intervém entre as partes vendedora e compradora e se torna compradora para todos os vendedores e vendedora para todos os compradores. Em outras palavras, a liquidação é determinada pela dedução das obrigações de dívida entre o vendedor e o comprador da posição da CCP, instrui a instituição liquidante a liquidar e garante a execução da liquidação. Liquidação é o procedimento que encerra uma operação comercial mediante o cumprimento de obrigações de dívida confirmadas por meio de liquidação por meio de entrega e pagamento de títulos.
- Serviço de compensação de derivativos de OTC Em setembro de 2013, quando a Korea Exchange adquiriu a licença do governo pela primeira vez na Coreia como uma instituição de compensação para derivativos OTC, começou a negociar em KRW interest rate swap (IRS), um dos os derivados OTC, a partir de junho de 2014. Iniciou o serviço de liquidação obrigatória para a Coreia. Desde dezembro de 2016, também foi implementado o serviço de autocompensação para operações de swap de taxa de juros de dólar.

### Vigilância do mercado
- Vigilância Preventiva O Comitê de Vigilância do Mercado da Bolsa da Coreia solicita aos traders de investimento (empresas de valores mobiliários) que tomem medidas preventivas contra transações que possam levar a um comércio desleal. Além disso, os comerciantes de investimento são apoiados para realizar atividades de prevenção de comércio desleal por conta própria. A Comissão opera um centro de relatórios de transações desleais onde transações desleais, como manipulação de mercado, uso de informações não divulgadas e lucros comerciais de curto prazo podem ser relatados.
- Exame/fiscalização A Bolsa realiza atividades de revisão para apurar operações suspeitas de práticas desleais em relação a operações que tenham causado oscilações significativas no preço ou volume negociado de valores mobiliários no mercado ou rumores públicos que possam afetar o preço dos valores mobiliários. A Bolsa também realiza supervisão para garantir que os membros, como traders e corretores de investimentos, cumpram suas obrigações e cumpram os regulamentos relacionados aos negócios.
- Resolução de litígios Quando surge uma disputa entre um investidor e uma empresa de valores mobiliários ou empresa de futuros, o Comitê de Supervisão do Mercado auxilia na resolução da disputa de uma posição neutra para que os investidores possam receber reparação de danos rapidamente e sem ônus. O objeto da mediação de disputas é uma disputa sobre direitos e obrigações ou interesses decorrentes da negociação no mercado, e quando as partes aceitam a proposta de mediação da Comissão, o acordo de conciliação civil torna-se efetivo.

### Anúncio do índice
O índice representativo do mercado de ações coreano é o KOSPI. O KOSPI200 é um índice representativo de ações de primeira linha e é usado como índice básico para vários produtos financeiros, como futuros, opções, ETFs e ELS. Desde o anúncio do índice de ações médio do preço das ações modificado em 1964, a bolsa vem anunciando vários índices, como índices de ações, índices de títulos, índices de derivativos e índices estratégicos. No final de 2014, um total de 130 tipos de índices estão sendo calculados, e o tamanho dos ETFs cujos ativos subjacentes são índices que a bolsa realiza é de cerca de 15 trilhões de won.

## Situação atual das empresas listadas

### Divisão de Mercado de Valores Mobiliários
- AJ Networks (AJ Networks Co., Ltd.) código de ações 095570, data de listagem agosto de 2015
- AJ Rent-a-car (AJ Rent-a-car Co., Ltd., AJ RENT A CAR CO., LTD.) código de estoque 068400, data de listagem julho de 2012
- AK Holdings (AK Holdings, Inc.) Código da ação 006840 Data de listagem agosto de 1999
- BGF Retail (BGFretail Co., Ltd., BGFretail CO., LTD.) Código de ações 027410 Data de listagem maio de 2014
- BNK Financial Group (BNK Financial Group Inc., BNK Financial Group Inc.) Código de ações 138930 Data de listagem 30 de março de 2011
- BYC (BYC CO., LTD.) Código de ações 001460 Data de listagem 2 de junho de 1975
- CJ (CJ Corporation) Código de ações 001040 Data de listagem junho de 1973
- CJ CGV (CJ CGV Co., Ltd.) Código de estoque 079160 Data de listagem 24 de dezembro de 2004
- CJ Logistics (CJ Korea Express Corporation) Código de estoque 000120 Data de listagem 2 de julho de 1956
- CJ Seafood (CJ Seafood Corporation) Código de estoque 011150 Data de listagem novembro de 1988

## Incidentes, acidentes e controvérsias

### Ineficiência devido à dualização e controvérsia da realocação de Seul
Em janeiro de 2005, a Korea Exchange mudou sua sede para Busan quando o mercado de câmbio, o mercado KOSDAQ e a Korea Stock Exchange se fundiram. Quanto ao número de funcionários, cerca de 300 de um total de 700 estão trabalhando em Busan e cerca de 400 estão trabalhando em Seul. Executivos da sede de suporte à gestão, como planejamento, recursos humanos e assuntos gerais, na sede de Busan viajam entre Busan e Seul em média duas vezes por semana. Isso equivale a fazer viagens de ida e volta entre Seul e Busan mais de 100 vezes por ano. No entanto, como políticos e outros apresentaram a ideia de se mudar para Seul em meio à controvérsia sobre a cidade de Sejong, não apenas os funcionários da Korea Exchange, mas também toda a economia local sofreram confusão. Um funcionário de um grupo cívico na área de Busan disse: "Quatro anos se passaram desde que o KRX mudou sua sede para Busan, mas poucos empresários locais ainda aceitam que a sede do KRX tenha se estabelecido totalmente em Busan." Ele acrescentou: "Havia preocupações de que a sede da Bolsa da Coreia pudesse retornar, mas no meio dessa controvérsia da cidade autônoma especial de Sejong, a possibilidade de realocação foi iniciada".
A questão da mudança da Korea Exchange para Seul vazou através do Comitê de Assuntos Políticos da Assembleia Nacional em 2009, e o único sindicato da Korea Exchange também exigiu que a sede fosse transferida de Busan para Seul. Uma vez que a Sede de Apoio à Administração serve como a 'torre de controle' da Bolsa da Coreia, a comunicação ativa com o mundo exterior é essencial, e a situação é a mesma para a Sede do Mercado de Derivativos. Como o mercado de futuros está se expandindo dia a dia e novos produtos estão chegando, tenho que fazer contato frequente com as empresas de futuros com sede em Yeouido, mas tem sido difícil devido à distância física.

Um funcionário de alto escalão da Korea Exchange disse: "A comunicação com o presidente e cada sede melhorou consideravelmente com a introdução do 'equipamento de videoconferência', mas é difícil compartilhar várias opiniões com pessoas da indústria de investimento financeiro". é um fator de desperdício significativo", disse ele. Outro funcionário da bolsa também disse: "No nível da empresa, custa mais fornecer moradia aos funcionários e, do ponto de vista do funcionário, os gastos aumentaram muito por causa de 'morar em duas casas' em Seul e Busan". Na verdade, executivos e funcionários que trabalham em Busan usam voos ou trens KTX sempre que visitam Seul. No caso dos voos, você ganha de 15 a 30% de desconto dependendo do seu uso, e o KTX é 20% mais barato, mas o custo de transporte não é pequeno. De acordo com o relatório de auditoria real da bolsa, em 2004, antes da mudança da sede para Busan, 270,58 milhões de won foram gastos em despesas de viagens domésticas, mas em 2008 aumentou para 1,6685 bilhão de won. A perda de tempo não pode ser ignorada. Leva 2 horas e 30 minutos de avião para ir da sede de Busan até o prédio de escritórios de Yeouido e cerca de 4 horas e 30 minutos de KTX. Como a Korea Exchange foi separada em Busan e Seul, a conveniência de moradia também é fornecida aos funcionários que trabalham em Busan. De acordo com o escritório do legislador do Partido Democrata Lee Seok-hyun, no final de agosto de 2009, 206 das 226 casas da empresa (27,683 bilhões de won) de propriedade e arrendadas pela Korea Exchange estavam em Busan, ma despesa incorrida pela mudança da sede para Busan.